# Herbstmühle
Herbstmühle település Németországban, Rajna-vidék-Pfalz tartományban. Lakosainak száma 15 fő (2023. december 31.).

## Népesség
A település népességének változása:
| Lakosok száma | 34   | 18   | 17   | 15   | 11   | 15   |
|               | 1975 | 2017 | 2019 | 2021 | 2022 | 2023 |